# 特溫峰
特溫峰（英語：Twin Peaks）是南極洲的山峰，位於葛拉漢地的特里尼蒂半島，處於泰勒山以北2.4公里和霍普灣以西3公里，海拔高度750米，由奧托·努登舍爾德率領的瑞典探險隊發現。
63°24′S 57°7′W / 63.400°S 57.117°W